# بنفسج ألتاوي
بنفسج ألتاوي (الاسم العلمي:Viola altaica) هو نوع من النباتات يتبع جنس البنفسج من فصيلة البنفسجية.